# Trommelvliesbuisje
Trommelvliesbuisjes (diabolo's, oorbuisjes) worden gebruikt als er een chronische ontsteking is van het middenoor (middenoorontsteking) of als de buis van Eustachius langdurig dichtzit. Doordat het oor door een trommelvlies afgesloten wordt, kan het enkel door de buis van Eustachius worden belucht. 
Nu kan door een ontsteking van de buis van Eustachius de wand te dik geworden zijn zodat er geen of te weinig lucht meer kan passeren naar het middenoor. Dit gebeurt veel bij kleine kinderen doordat de buis van Eustachius bij hen nog klein is. Doordat het middenoor niet meer belucht wordt, zal het trommelvlies naar binnen worden getrokken door het drukverschil. Dit kan zeer pijnlijk zijn. Bovendien kan het trommelvlies niet meer goed trillen bij geluiden en wordt er dus slechter gehoord met dat oor. 
Om nu toch de beluchting te regelen kan een kno-arts een gaatje in het trommelvlies maken zodat er via die weg lucht in het middenoor kan komen en tevens ontstekingsvocht het middenoor uit kan lopen. Om het gaatje langer open te houden zet hij een plastic knopje ("buisje") met een opening in het midden in het trommelvlies.
Het gaatje in het trommelvlies zal na enige tijd dichtgroeien waarbij het buisje naar buiten wordt gewerkt en meestal ongemerkt verdwijnt.